# Clemens von Brandis

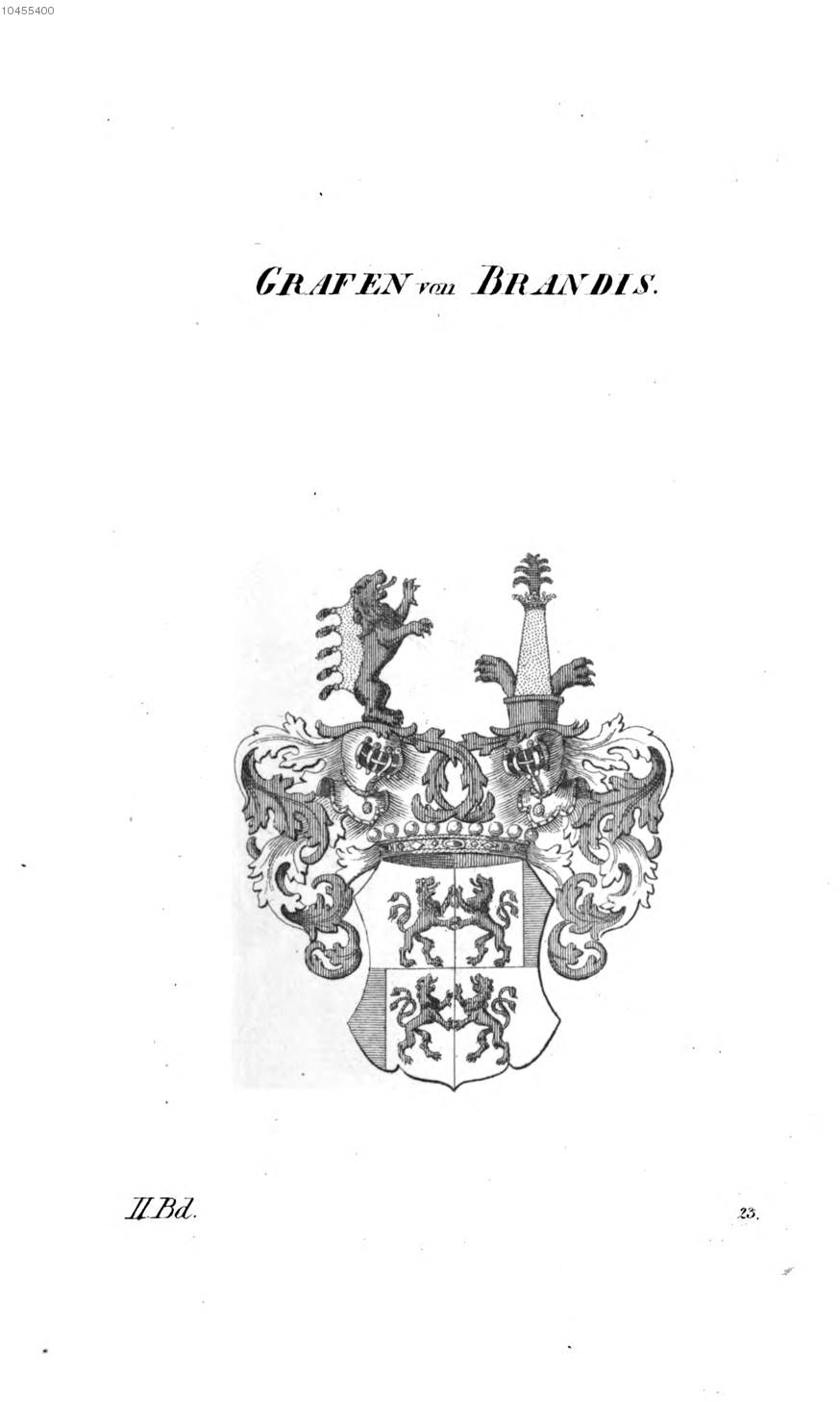
Wappen der Grafen von Brandis

Clemens Heinrich Adam Ferdinand von Brandis, auch Klemens, offiziell: Graf und Herr zu Brandis, Freiherr zu Leonburg, Forst- und Fahlburg (* 4. Februar 1798 in Lana; † 26. Mai 1863 in Schleinitz) war ein österreichischer Schriftsteller, Historiker, Politiker und Gouverneur von Tirol.
Seine Söhne waren Anton von Brandis und der Jesuit und Botaniker Erich Brandis (1834–1921).

## Leben
Clemens von Brandis wurde als Sohn des Johann Baptist Graf Brandis, Verordneter der steierischen Stände und Vizepräsident der Einlösungs- und Tilgungs-Deputation, geboren. Er studierte Rechts- und Staatswissenschaft und trat am 7. Februar 1824 als unbesoldeter Kreiskommissär in den Staatsdienst ein.

### Laufbahn
1836–1838 war er Kreishauptmann von Bozen. 1838 wurde er zum Hofrat bei der Vereinigten Hofkanzlei in Wien ernannt. Am 28. Januar 1841 übernahm er das Amt des Gouverneurs und Landeshauptmanns von Tirol. Im Revolutionsjahr 1848 widersetzte sich Brandis der Forderung der Fortschrittlichen nach Trennung des Amtes des Landeshauptmanns von dem des Gouverneurs. Am 30. April 1848 nahm Kaiser Ferdinand seinen Rücktritt als Landeshauptmann an, am 17. Juli 1848 musste er auch sein Amt als Gouverneur niederlegen. Nach seiner Pensionierung holte ihn Kaiser Ferdinand I. nach Wien und ernannte ihn zum Oberhofmeister. Brandis war auch Mitglied des Herrenhauses.

### Politisches und Persönliches Wirken
Brandis war dem Legitimismus und Konservatismus tief verbunden und verkannte die Zeichen der Zeit, die in Richtung Liberalisierung und Demokratisierung wiesen. Als Landeshauptmann von Tirol förderte er vor allem das Straßenbauprogramm der Stände. Auch erreichte er, dass der Approvisionierungsfond dafür eingesetzt werden konnte. Damit schuf er die Grundlagen für ein modernes Fernverkehrsnetz in Tirol. Auch nach seiner Demissionierung arbeitete er an der neuen Verfassung Tirols mit, wobei er als Föderalist für eine Erweiterung der Rechte des Landtages war.
Als Historiker verfasste er Arbeiten zur Landesgeschichte Tirols. Das Museum Ferdinandeum verdankt ihm seinen Aufschwung in den Zeiten des Vormärz.

## Eigene Schriften
- Tirol und Friedrich IV. von Österreich. Verlag Carl Schaumburg und Comp., Wien 1823 (Digitalisat).
- Die Grundlagen der Gesellschaft vom historischen Standpunkt.  1854.
- Der Staat auf christlicher Grundlage. 1860.